# Myro kerguelenensis
Espèce
Synonymes
- Myro kerguelensis crozetensis Enderlein, 1903
- Myro hamiltoni Hogg, 1909

Myro kerguelenensis est une espèce d'araignées aranéomorphes de la famille des Toxopidae.

## Distribution
Cette espèce se rencontre dans les Terres australes et antarctiques françaises dans l'archipel des Kerguelen et l'archipel des Crozet et en Tasmanie sur l'île Macquarie.

## Liste des sous-espèces
Selon World Spider Catalog (version 17.0, 08/06/2016) :
- Myro kerguelenensis kerguelenensis O. Pickard-Cambridge, 1876 de l'archipel des Kerguelen et de Macquarie
- Myro kerguelenensis crozetensis Enderlein, 1903 de l'archipel des Crozet

## Étymologie
Son nom d'espèce, composé de kerguelen et du suffixe latin -ensis, « qui vit dans, qui habite », lui a été donné en référence au lieu de sa découverte, l'archipel des Kerguelen.

## Publication originale
- O. Pickard-Cambridge, 1876 : On a new order and some new genera of Arachnida from Kerguelen's Land. Proceedings of the Zoological Society of London, vol. 1876, p. 258-265 (texte intégral).
- Enderlein, 1903 : Die Landarthropoden der von der Tiefsee-Expedition besuchten antarktischen Inseln. I. Die Insekten und Arachnoiden der Kerguelen. II. Die Landarthropoden der antarktischen Inseln St-Paul and Neu-Amsterdam. Wissenschaftliche Ergebnisse der deutschen Tiefsee-Expedition auf dem Dampfer "Valdivia" 1898 - 1899, vol. 3, no 7, p. 197-270.